# نيل كونان
نيل كونان (بالإنجليزية: Neal Conan)‏ هو صحفي أمريكي، ولد في 1 نوفمبر 1949 في بيروت في لبنان.

## وصلات خارجية
- نيل كونان على موقع IMDb (الإنجليزية)
- نيل كونان على موقع ميوزك برينز (الإنجليزية)
- نيل كونان على موقع إن إن دي بي (الإنجليزية)